# Antenne Bethel
Antenne Bethel ist ein von der Landesanstalt für Medien Nordrhein-Westfalen lizenziertes Einrichtungsradio, das von der von Bodelschwinghschen Stiftungen Bethel und dem Verein Klinikprogramme für Bielefeld e. V. getragen wird. Es arbeitet nicht-kommerziell als Radio für die Bielefelder Stadtteile Bethel und Eckardtsheim. Zu empfangen ist Antenne Bethel auf UKW 94,3 MHz sowohl in Bethel als auch in Eckardtsheim. Seit November 2013 wird der Sendebetrieb problemlos im Gleichwellenbetrieb gefahren.

## Eigentümer
Getragen wird Antenne Bethel von den v. Bodelschwinghschen Stiftungen Bethel und dem Verein Klinikprogramme für Bielefeld e. V. Alle Mitarbeiter von Antenne Bethel arbeiten ehrenamtlich. Sie werden unterstützt durch in der Regel zwei Teilnehmende des sog. Betheljahres (Freiwilliges Soziales Jahr).

## Lizenz
Die v. Bodelschwinghschen Stiftungen Bethel haben von der Landesanstalt für Medien Nordrhein-Westfalen (LfM) eine eigene Hörfunkfrequenz zugeordnet bekommen; die entsprechende Zulassung (Sendelizenz) wurde für zunächst vier Jahre erteilt und inzwischen verlängert. Der Verein Klinikprogramme für Bielefeld e.V. und die v. Bodelschwinghschen Stiftungen Bethel gestalten das Programm gemeinsam. Für die Zusammenarbeit wurde ein entsprechender Kooperationsvertrag zwischen dem Verein und der Stiftung Bethel unterzeichnet.

## Geschichte
Mit Antenne Bethel gibt es seit dem 4. November 2000 erstmals in der deutschen Hörfunklandschaft ein Einrichtungsradio für eine Ortschaft. Die Landesanstalt für Rundfunk Nordrhein-Westfalen hat die Vorarbeiten für dieses Pilotprojekt maßgeblich unterstützt und gefördert, sie begleitet auch den Gleichwellen-Versuchsbetrieb in Eckardtsheim.
Die frühere erfolgreiche Arbeit des Krankenhausfunks Bielefeld e. V. (heute: Klinikprogramme für Bielefeld e.V.) in Bethel wurde damit fortgesetzt, erhält aber eine neue technische und inhaltliche Basis. Früher war das Programm des Krankenhausfunks über Kabel nur in einigen Betheler Kliniken empfangbar. Jetzt sind die Sendungen von Antenne Bethel für jeden Bewohner der Ortschaft Bethel über Antenne im Radio empfangbar. Das Programmangebot wurde vom Wochenende auf die ganze Woche ausgedehnt. Das Landesmediengesetz verlangt eine Beschränkung des Sendegebietes auf die Ortschaften Bethel und Eckardtsheim und eine inhaltliche Beschränkung auf Themen, die im Zusammenhang mit den Einrichtungen der v. Bodelschwinghschen Stiftungen Bethel stehen.

## Programm
Das Programm wird mit ehrenamtlichen Mitarbeitern des Vereins Klinikprogramme für Bielefeld e. V., Bewohnern der Ortschaft Bethel und weiteren Interessierten gestaltet. Dabei werden besonders Menschen mit Behinderung einbezogen. Gesendet wird werktags von 18 bis 19 Uhr ein Informationsmagazin mit in der Regel zwei Schwerpunktbeiträgen (Interview, Gebauter Beitrag, Reportage), Nachrichten und Veranstaltungshinweisen aus den Ortschaften Bethel und Eckardtsheim. Obwohl das Sendestudio am Quellenhofweg auch Selbstfahrmoderation zulässt, werden häufig Doppelmoderationen eingesetzt, die von einem/einer Techniker/-in begleitet werden. Das Magazin wird am folgenden Werktag von 13 bis 14 Uhr wiederholt. Besondere Veranstaltungen (z. B. Bielefelder „Museumsnacht“, Bethel athletics, Ortschaftsversammlung) werden mit Sondersendungen begleitet. Am Wochenende fasst am Samstag eine Sendung die Highlights der Woche noch einmal zusammen; am Sonntag wird um 10 Uhr der Gottesdienst in der Regel aus der Zionskirche in Bethel übertragen. In den übrigen Zeiten wird ein pcgesteuertes Musikprogramm (mAirList) ausgestrahlt, das zusätzlich lediglich Station-IDs oder Programmhinweise enthält.

## Studio
Die Studioräumlichkeiten im Erdgeschoss des Dankorts am Quellenhofweg 25 sind ebenerdig zugänglich, behindertengerecht eingerichtet und seit 2012 umfassend modernisiert. Im Kern bestehen sie aus dem modifizierten ehemaligen Sendestudio von Radio Bielefeld (Moderation im Sitzen mit Headsets, rollstuhlgeeignet) mit dem digitalen Mischpult DHD RM 3200, das vollständig neu programmiert wurde. Auf dem Dach des Dankorts sind Sende- und Empfangsantennen für einen Reportagesender und einen Rückkanal angebracht.
Für die Live-Berichterstattung steht ein kleiner Schnellreportagewagen („Ü-Wagen“) bereit, mit dem über ISDN- oder CELP-Codec, LTE-Verbindung oder mit einem Reportagesender (Sennheiser SER 20) zum Studio gesendet werden kann.

## Daten
- Terrestrische Verbreitung (über Antenne)
- UKW-Frequenz 94,3 MHz (RDS-Kennung: „Bethel“)
- Senderstandort und -leistung:
  - Bethel, An der Rehwiese (3 Watt)[2]
  - Eckardtsheim, Eckardtskirche (5 Watt)[2][3]
- Inhaber der Sendelizenz: v. Bodelschwinghsche Stiftungen Bethel
- Träger im Rahmen einer Kooperation: v. Bodelschwinghsche Stiftungen Bethel + der Verein Klinikprogramme für Bielefeld e.V.
- Mo – Fr 18 – 19 Uhr, Sa 16 – 17 Uhr und So 10 – 11 Uhr (Gottesdienst)
- Werktags: aktuelles Magazin / Wochenende: Wochenrückblick, Gottesdienstübertragung
- Verbreitungsgebiet: Ortschaft Bethel / Gadderbaum in Bielefeld (circa 3,5 km²) und seit November 2013 auch die Ortschaft Eckardtsheim im Bielefelder Stadtbezirk Sennestadt, in dem sich ebenfalls Einrichtungen der v. Bodelschwinghschen Stiftungen Bethel befinden
- Mitarbeiter arbeiten ehrenamtlich
- Neben den aktuellen Sendungen wird ein Musikprogramm ausgestrahlt